# Mediaan vlak

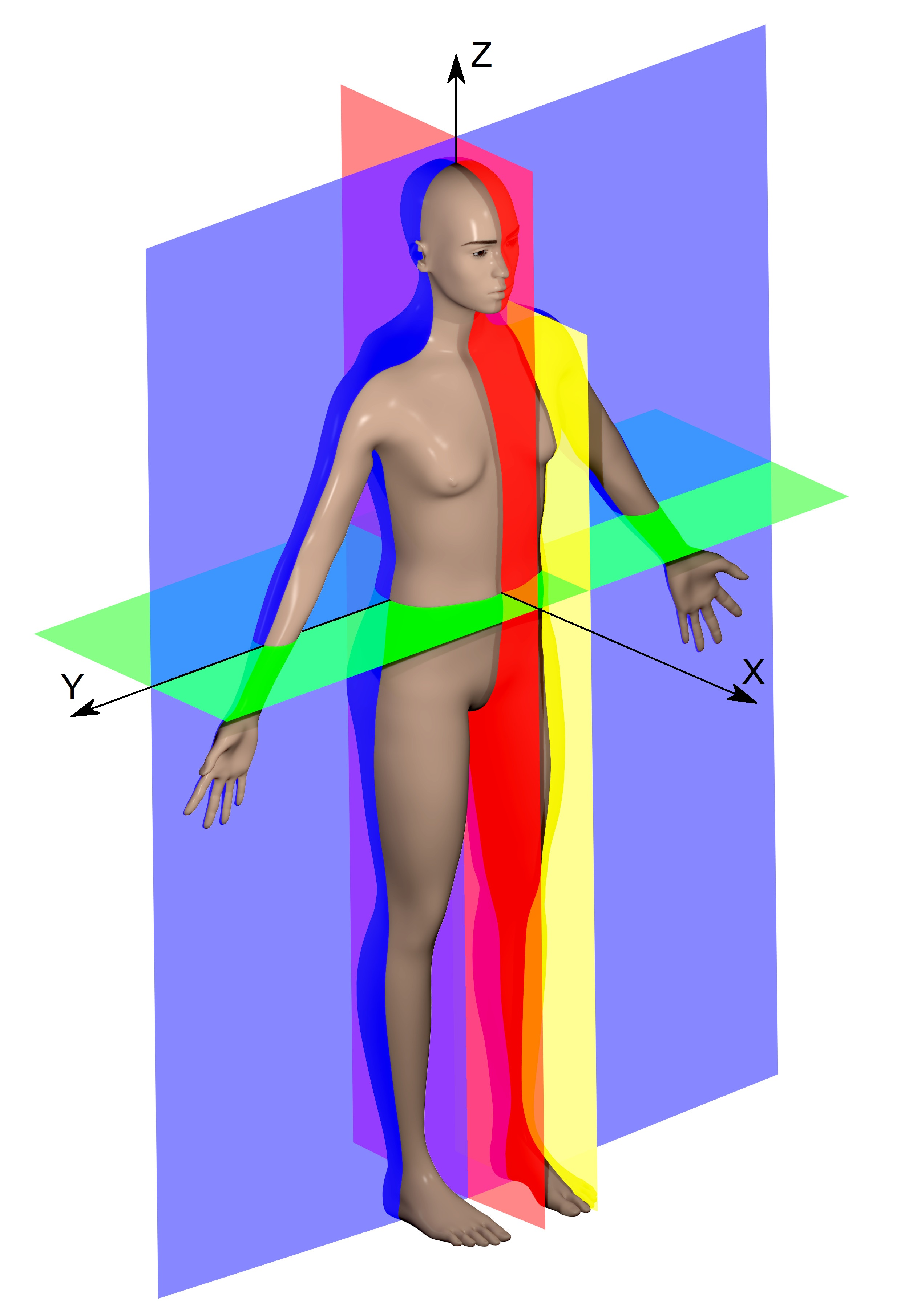
anatomische vlakken
midsagittaal of mediaan vlak
sagittaal vlak
frontaal of coronaal vlak
transversaal vlak

Het mediane vlak of midsagittale vlak is het sagittale vlak dat precies in het midden van het lichaam van voor naar achter loopt en dit daarmee in een linker- en rechterhelft verdeelt.

## Anatomie
- Anatomische vaktermen van positie
- Anatomische terminologie

superior · inferior · anterior · posterior 

craniaal · rostraal · caudaal 

proximaal · distaal 

ventraal · dorsaal · lateraal · mediaal
coronaal · sagittaal · mediaan · transversaal 

nasaal · temporaal · occipitaal 

contralateraal · ipsilateraal · bilateraal · unilateraal 

afferent · efferent